# 訃報 1983年3月
訃報 1983年3月（ふほう 1983ねん3がつ）では、1983年（昭和58年）3月中に物故した、又は物故が報じられた人物についてまとめる。

## （1日 - 15日）

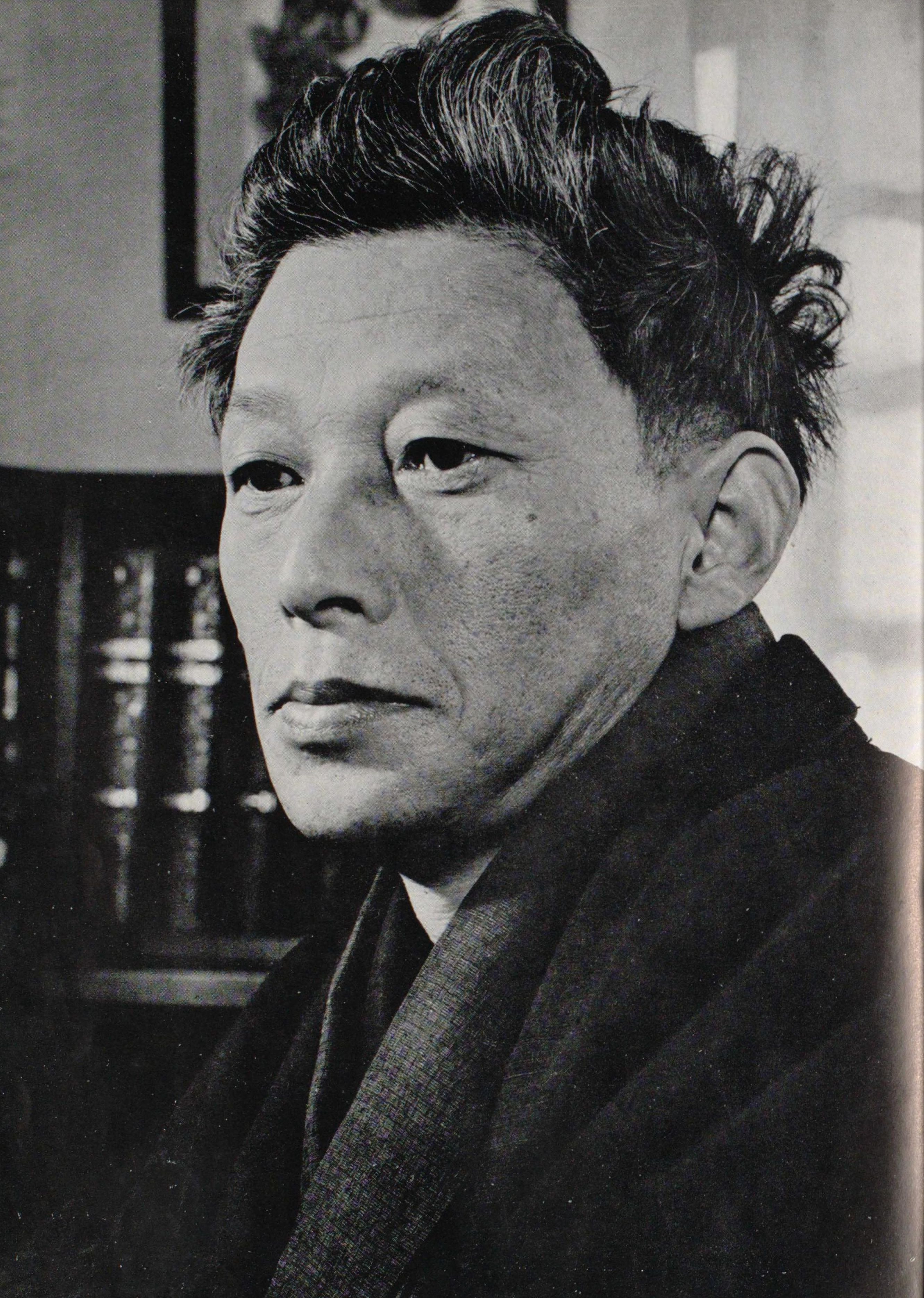
小林秀雄／3月1日没

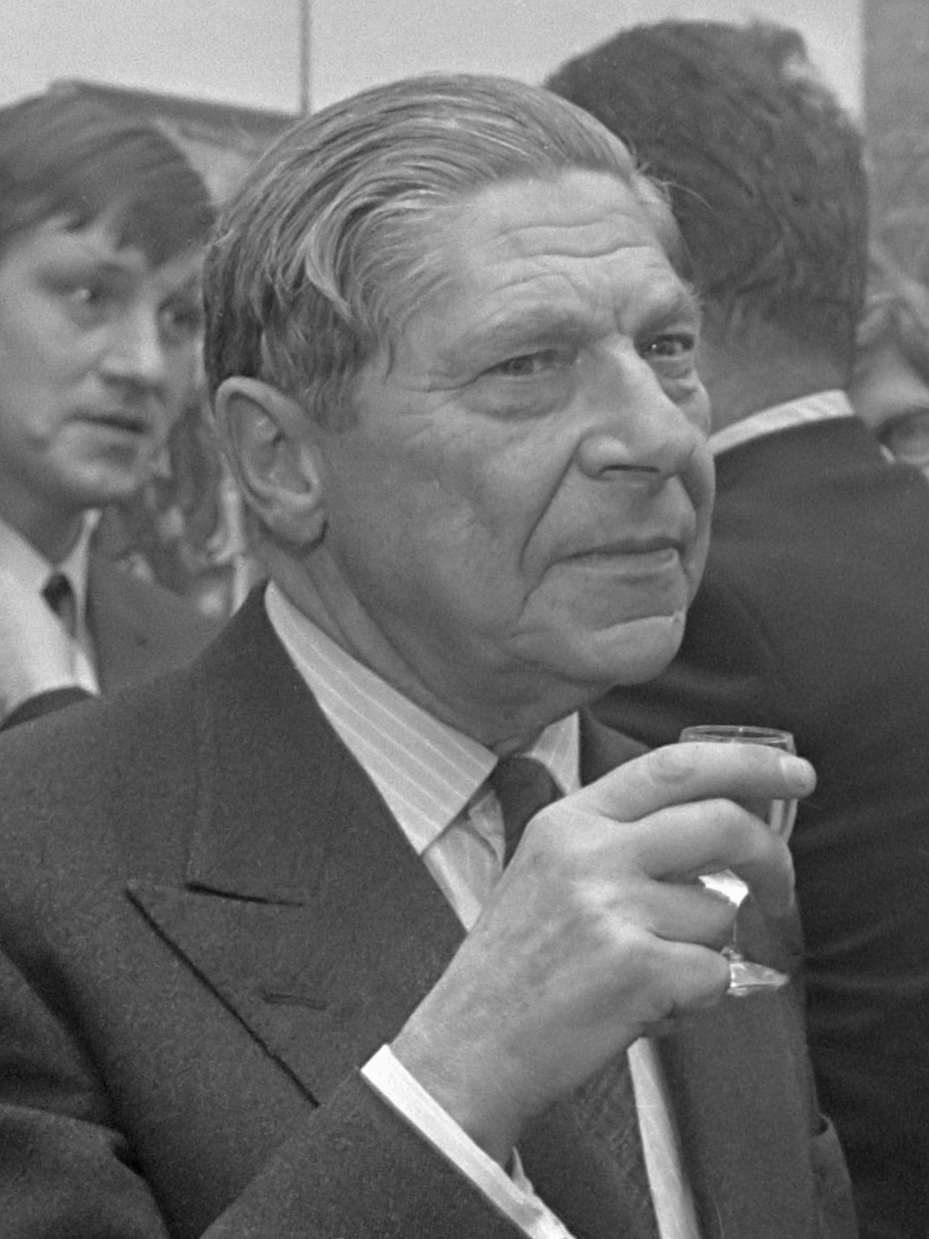
アーサー・ケストラー／3月3日没

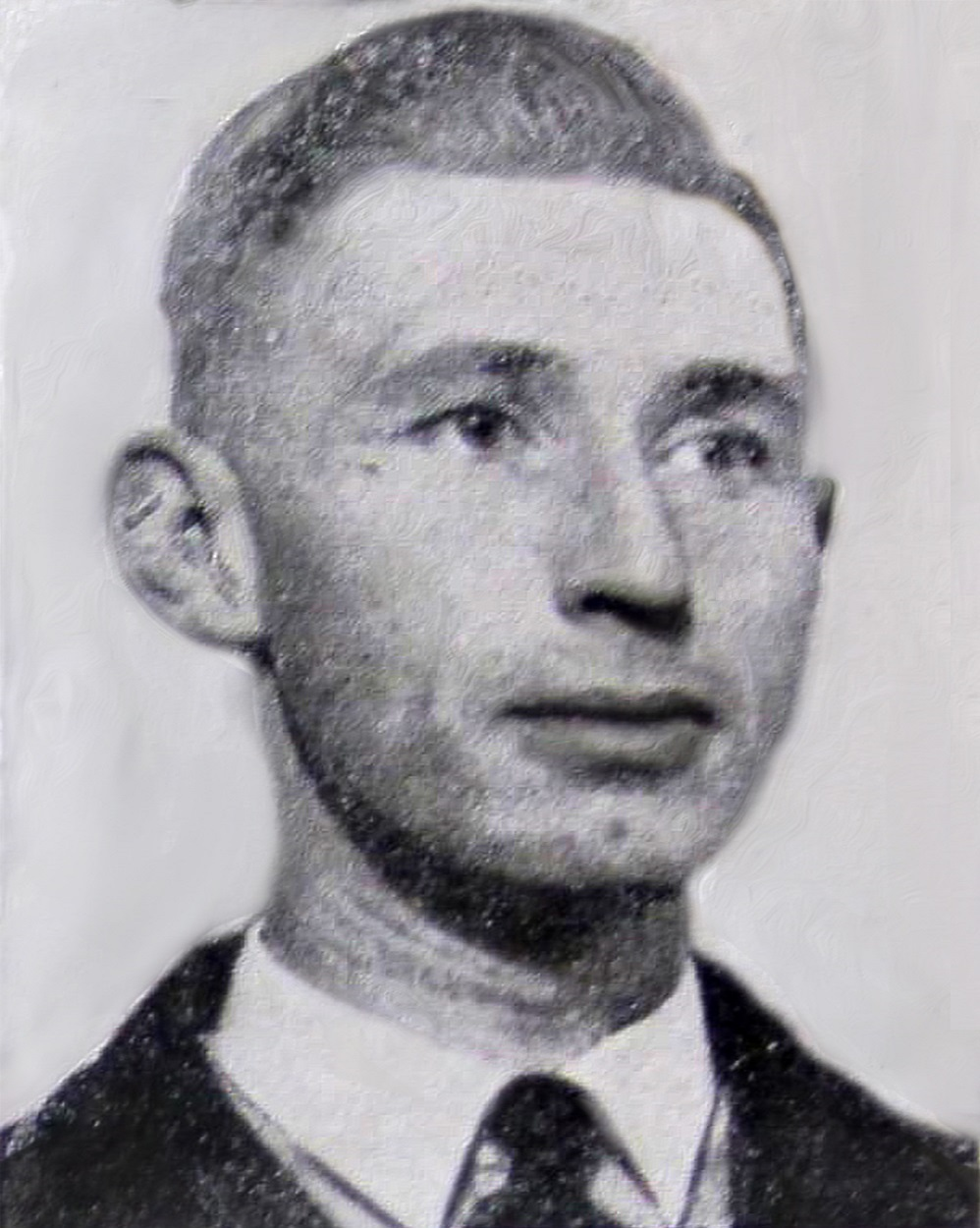
エルジェ／3月3日没

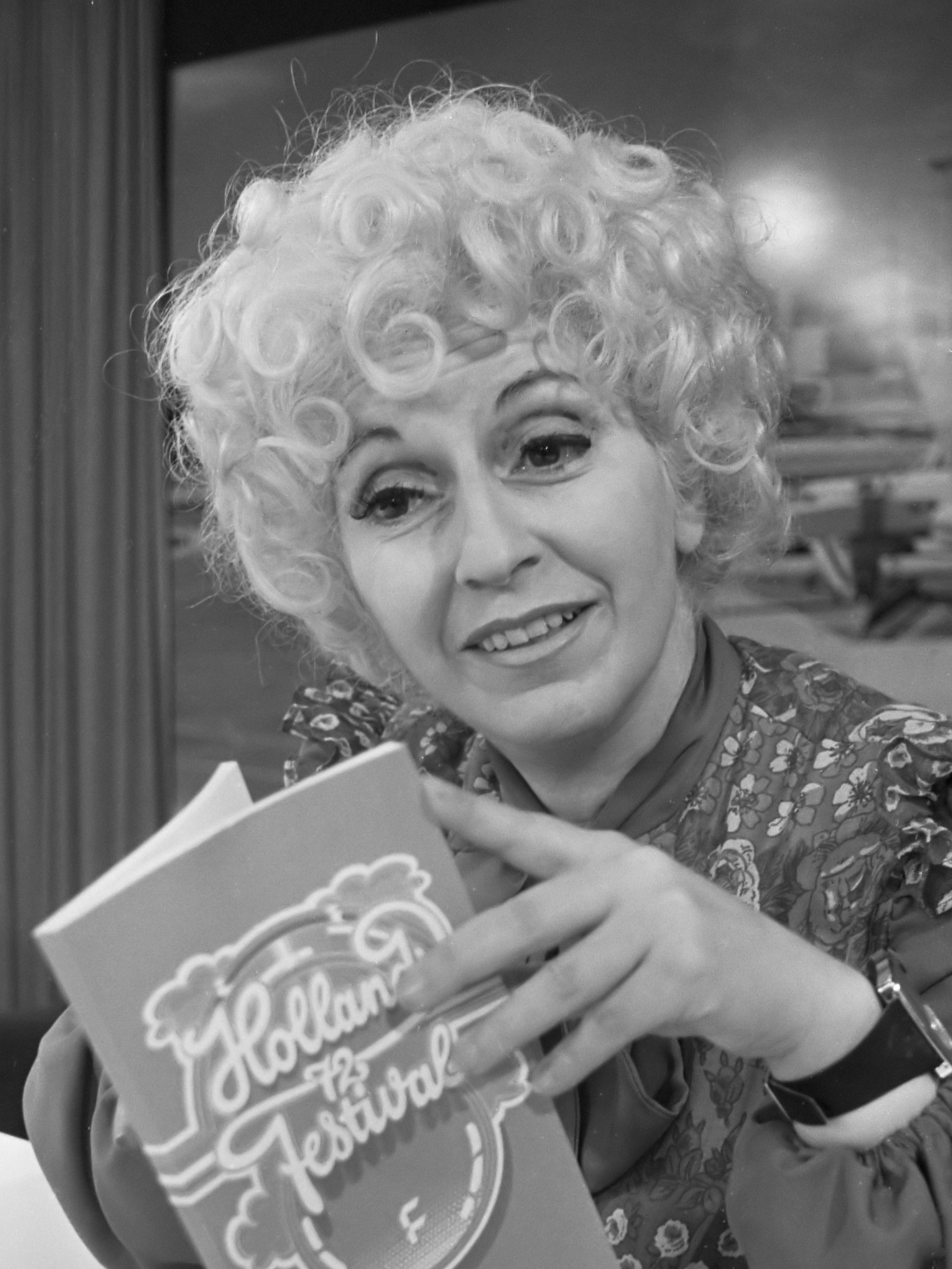
キャシー・バーベリアン／3月6日没

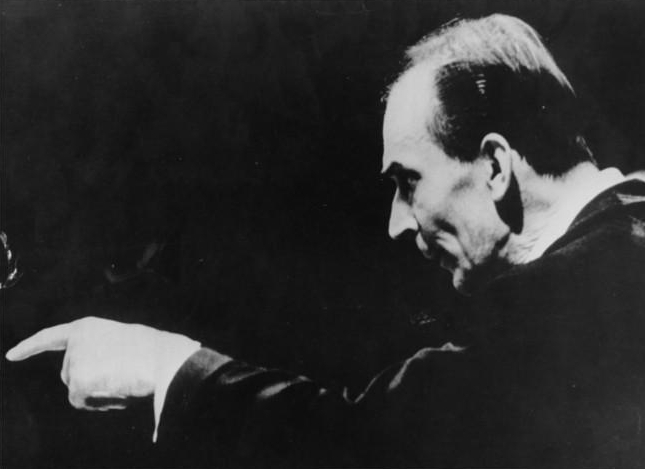
イーゴリ・マルケヴィチ／3月7日没

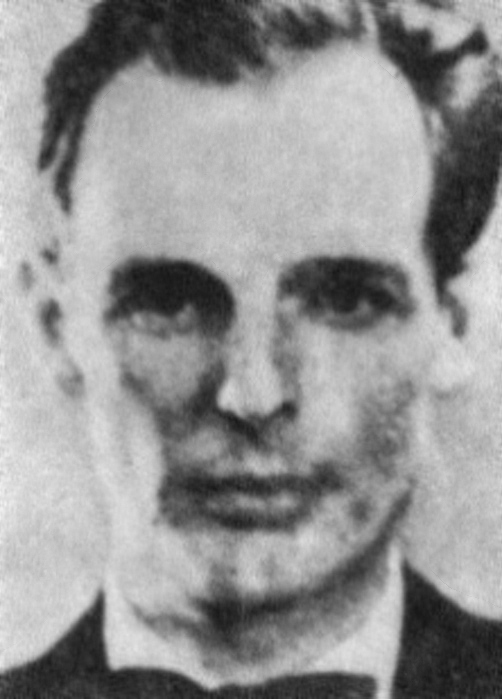
ドナルド・マクリーン／3月7日没

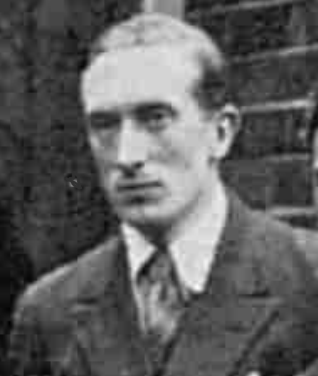
ウィリアム・ウォルトン／3月8日没

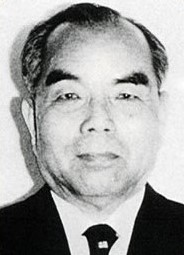
上原正吉／3月12日没

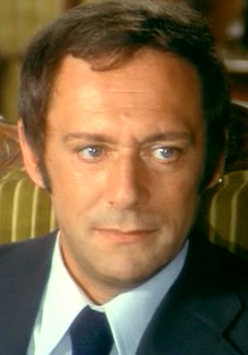
モーリス・ロネ／3月14日没

- 3月1日 - 小林秀雄[1]、文芸評論家(* 1902年)
- 3月1日 - 今官一、小説家(* 1909年)
- 3月3日 - アーサー・ケストラー、小説家(* 1905年)
- 3月3日 - エルジェ、漫画家(* 1907年)
- 3月6日 - 森永太平、第3代森永製菓代表取締役社長(* 1900年)
- 3月6日 - キャシー・バーベリアン、声楽家、歌手(* 1925年)
- 3月7日 - イーゴリ・マルケヴィチ、作曲家・指揮者(* 1912年)
- 3月7日 - ドナルド・マクリーン、イギリスの外交官・ソビエト連邦の諜報員(* 1913年)
- 3月8日 - ウィリアム・ウォルトン、作曲家(* 1902年)
- 3月12日 - 上原正吉、元大正製薬代表取締役会長・元科学技術庁長官(* 1897年)
- 3月14日 - モーリス・ロネ、俳優(* 1927年)

## （16日 - 31日）

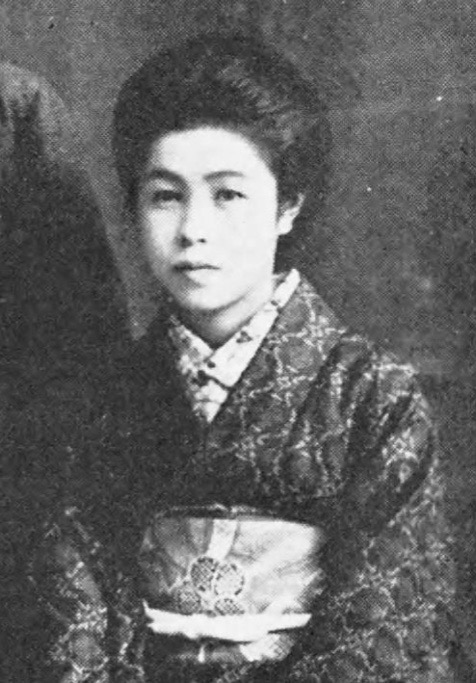
近藤真柄／3月18日没

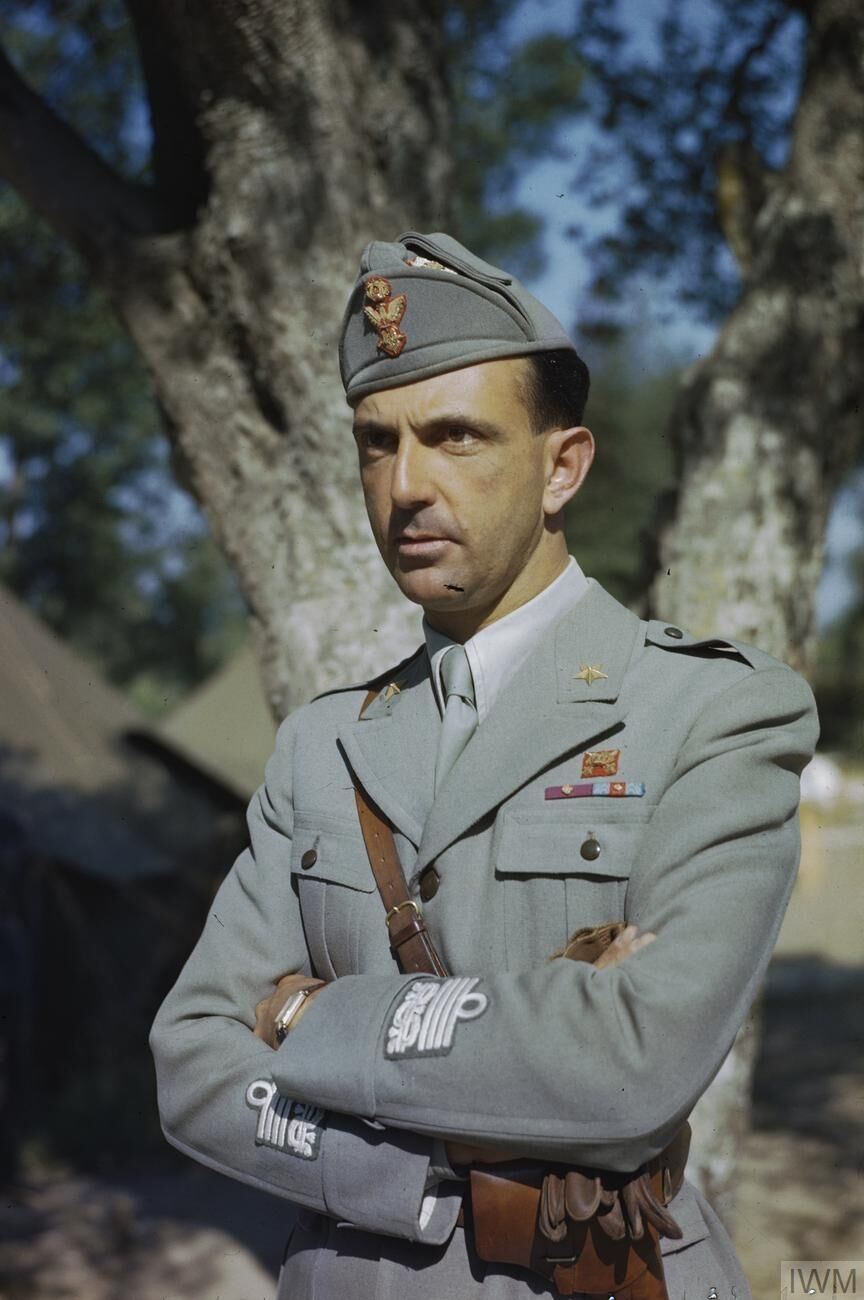
ウンベルト2世／3月18日没

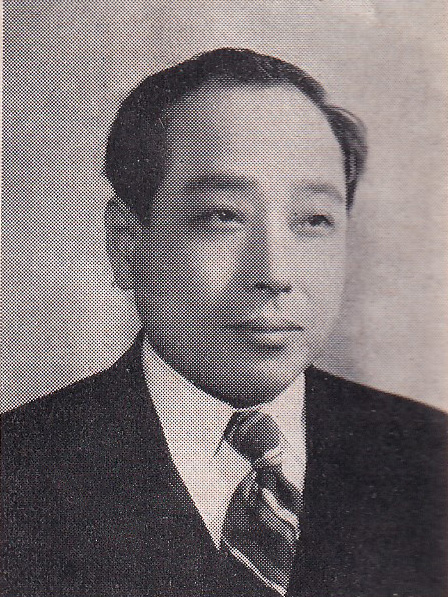
渋谷天外／3月18日没

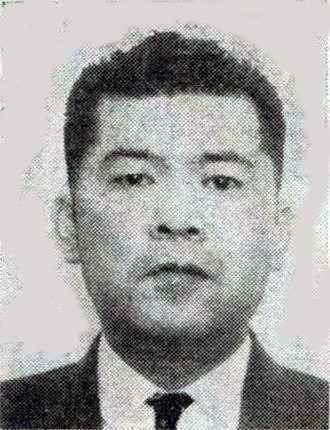
戸川猪佐武／3月19日没

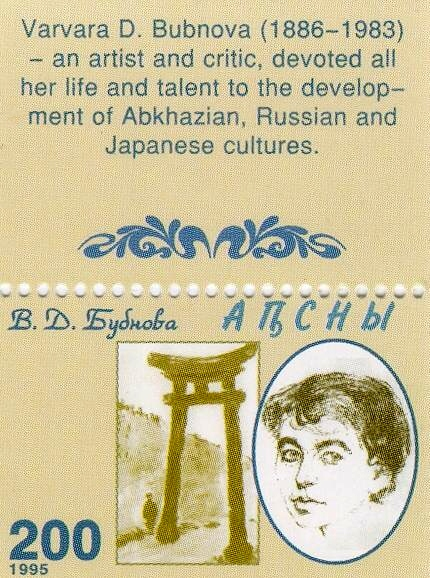
ワルワーラ・ブブノワ／3月28日没

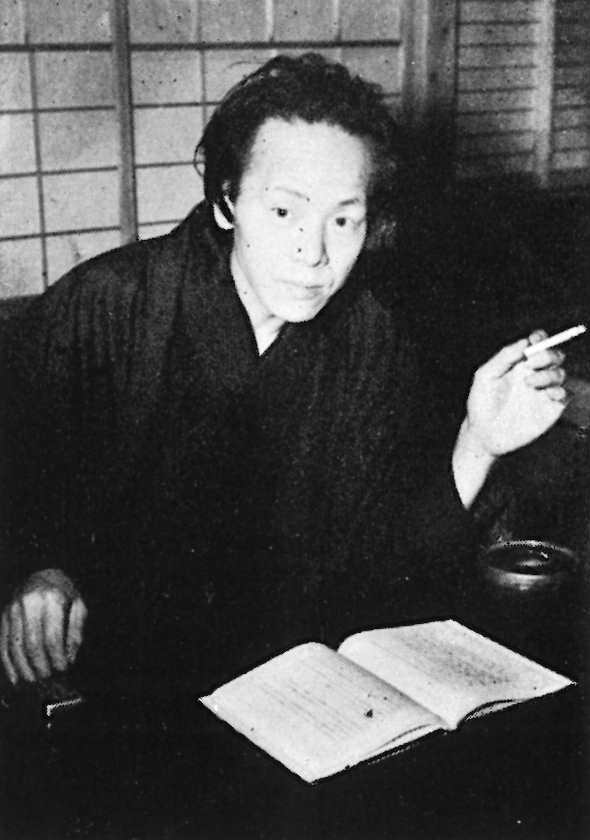
尾崎一雄／3月31日没

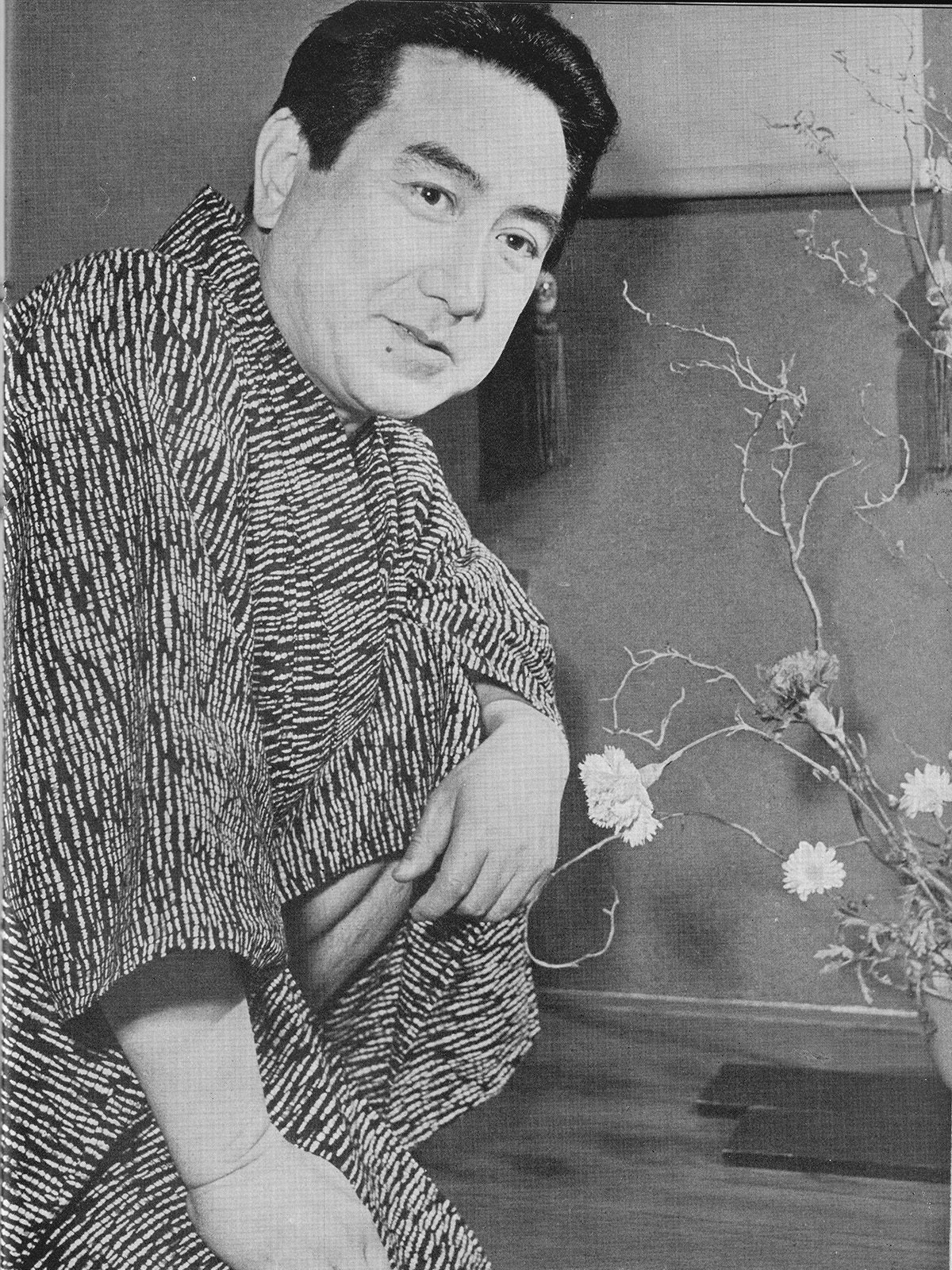
片岡千恵蔵／3月31日没

- 3月18日 - 近藤真柄、社会主義・フェミニズム運動家(* 1903年)
- 3月18日 - ウンベルト2世、イタリア王国最後の国王(* 1904年)
- 3月18日 - 渋谷天外、喜劇俳優・劇作家(* 1906年)
- 3月19日 - 戸川猪佐武、政治評論家・作家(* 1923年)
- 3月22日 - 矢次一夫、労働活動家(* 1899年)
- 3月28日 - ワルワーラ・ブブノワ、画家(* 1886年)
- 3月31日 - 尾崎一雄、小説家(*1899年)
- 3月31日 - 片岡千恵蔵、俳優(* 1903年)